# Schans (Oud Gastel)
Schans is een buurtschap in de gemeente Halderberge in de Nederlandse provincie Noord-Brabant. Het ligt in het westen van de gemeente tussen Standdaarbuiten en Oudenbosch.
Dorpen: Bosschenhoofd · Hoeven · Oud Gastel · Oudenbosch · Stampersgat

Buurtschappen: Gastelsveer · Kruisstraat · Kuivezand · Schans · Stoof

Noord-Brabant: Steden en dorpen      Nederland: Provincies · Gemeenten